# Rhamphococcyx calyorhynchus
La malcoa beccogiallo o malcoha di Sulawesi (Rhamphococcyx calyorhynchus Temminck, 1825), è un uccello della famiglia dei Cuculidae e unico rappresentante del genere Rhamphococcyx.

## Sistematica
Rhamphococcyx calyorhynchus talvolta viene inserito nel genere separato Phaenicophaeus.
Ha tre sottospecie:
- R. c. calyorhynchus
- R. c. meridionalis
- R. c. rufiloris

## Distribuzione e habitat
Questo uccello è endemico dell'Indonesia.